# Torymus memnonius
Torymus memnonius är en stekelart som beskrevs av Grissell 1973. Torymus memnonius ingår i släktet Torymus och familjen gallglanssteklar. Inga underarter finns listade i Catalogue of Life.